# Космос (космический аппарат)

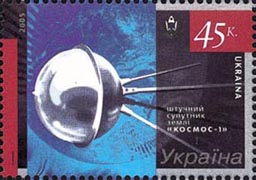
Почтовая марка Украины, 2005, посвящённая первому спутнику из серии «Космос».

Серия космических аппаратов «Космос» — название советских и российских ИСЗ различного назначения. Первый запуск состоялся 16 марта 1962 года. Всего с 1962 года было запущено свыше 2,5 тысяч спутников. Некоторые спутники запускались одновременно. Выполняли военные, технологические, научные, медицинские и прочие испытания и исследования. Запускались как с Байконура, так и с Плесецка, до конца 1980-х годов запускались также и с космодрома Капустин Яр, планируется запускать их и из Амурской области. Иногда название «Космос» присваивалось аппаратам, которые в других случаях по соответствующим программам имели собственные названия, например, при испытаниях и полётах в беспилотном варианте корабля «Союз» разных вариантов, лунно-облётного корабля Л1/«Зонд», прототипа лунно-орбитального корабля ЛОК лунно-посадочного экспедиционного комплекса Л3, транспортного корабля-модуля ТКС, уменьшенного прототипа орбитального самолёта-космоплана многоразовой системы «Спираль», одной неудачной орбитальной станции серии ДОС («Салют»), а также межпланетных станций, у которых отказывал разгонный блок, вследствие чего они оставались на низкой орбите.

## Виды спутников

### Гражданские
Научные спутники серии «Космос» разных программ предусматривают изучение концентрации заряженных частиц, корпускулярных потоков, распространения радиоволн, радиационного пояса Земли, космических лучей, магнитного поля Земли, излучения Солнца, метеорного вещества, облачных систем в атмосфере Земли и так далее.
Технологические спутники серии «Космос» помогают решать технические задачи, связанные с космическими полётами (стыковка на орбите, вхождение космического летательного аппарата в атмосферу, воздействие факторов космического пространства, вопросы ориентации, жизнеобеспечения, защиты от излучений), а также отрабатывать части конструкции и бортовых систем космических аппаратов.

### Военные

Памятник КА «Космос-2000» в Мирном

Для того чтобы скрыть назначение военных советских (российских) разведывательных космических аппаратов «Зенит», являвшихся беспилотными вариантами корабля типа «Восток» с дополнительной аппаратурой и запущенных в период между 1961 и 1994 годами, все такие спутники запускали под порядковыми названиями «Космос». За 33-летний период было запущено более пятисот «Зенитов», что делает их самым многочисленным типом спутников подобного класса в истории космических полётов.
Одно из недавних сообщений:

Ракета-носитель «Молния-М», стартовавшая во вторник с космодрома Плесецк, успешно вывела на орбиту военный спутник серии «Космос». Об этом РИА Новости сообщил начальник службы информации и общественных связей Космических войск РФ подполковник Алексей Золотухин.
По его словам, спутнику присвоен порядковый номер «Космос-2430». Наземные средства Космических войск РФ приняли управление над космическим аппаратом, в настоящее время с ним установлена и поддерживается устойчивая связь. Бортовые системы «Космоса» функционируют нормально, отметил Золотухин.
Он подчеркнул, что «запуск проведён с целью восполнения орбитальной группировки космических аппаратов в интересах Минобороны РФ». Космические аппараты серии «Космос», предназначенные для выполнения научных и военных задач, используются с 1962 года. Сейчас российская орбитальная группировка насчитывает около ста спутников различного назначения, в том числе более 50 — военных.

Также под названиями «Космос» запускались многочисленные другие советские и часть российских военных спутников различных программ.

## Значение
Делая обзор советских космических достижений 1962 года в газете «Известия», академик АН СССР А. А. Благонравов отметил, что серия «Космос» является лишь предварительным этапом в создании и выводе на орбиту пилотируемых спутников, по сути — орбитальных космических станций.

## Даты запусков спутников
Из-за своей длины список разбит на несколько частей: по 250 номеров спутников к каждой.

## Наиболее известные спутники
- Космос-4, Космос-7, Космос-9, Космос-10, Космос-12 — первые фоторазведчики серии «Зенит»
- Космос-21 — не вышедшая на траекторию полёта к планете АМС Венера-63A программы «Венера»
- Космос-24 — не вышедшая на траекторию полёта к планете АМС Венера-64B программы «Венера»
- Космос-44 — эксперименты по зондированию атмосферы в инфракрасном диапазоне
- Космос-47, Космос-57 — беспилотные испытания кораблей типа «Восход»
- Космос-59 — испытания шлюзовой камеры для корабля «Восход-2» на аппарате серии «Зенит»
- Космос-60 — неудачно запущенная АМС Луна-5C лунно-посадочной серии Е-6 программы «Луна»
- Космос-92 — геофизическая лаборатория
- Космос-96 — не вышедшая на траекторию полёта к планете АМС Венера-65B программы «Венера»
- Космос-97 — на борту был установлен молекулярный генератор
- Космос-110 — космический корабль типа «Восход» в беспилотном варианте, переделанный под биологические исследования: осуществлён 22-дневный полёт собак[1]
- Космос-111 — неудачно запущенная первая АМС Луна-10A лунно-орбитальной серии Е-6С программы «Луна»
- Космос-122, Космос-144, Космос-156, Космос-184 — первые метеорологические спутники
- Космос-133, Космос-140 — беспилотные испытания корабля типа «Союз» (7К)
- Космос-146, Космос-154 — беспилотные испытания лунно-облётного пилотируемого корабля типа 7К-Л1
- Космос-166 — оснащен приборами для наблюдения за процессами в солнечной атмосфере
- Космос-167 — не вышедшая на траекторию полёта к планете АМС Венера-67A программы «Венера»

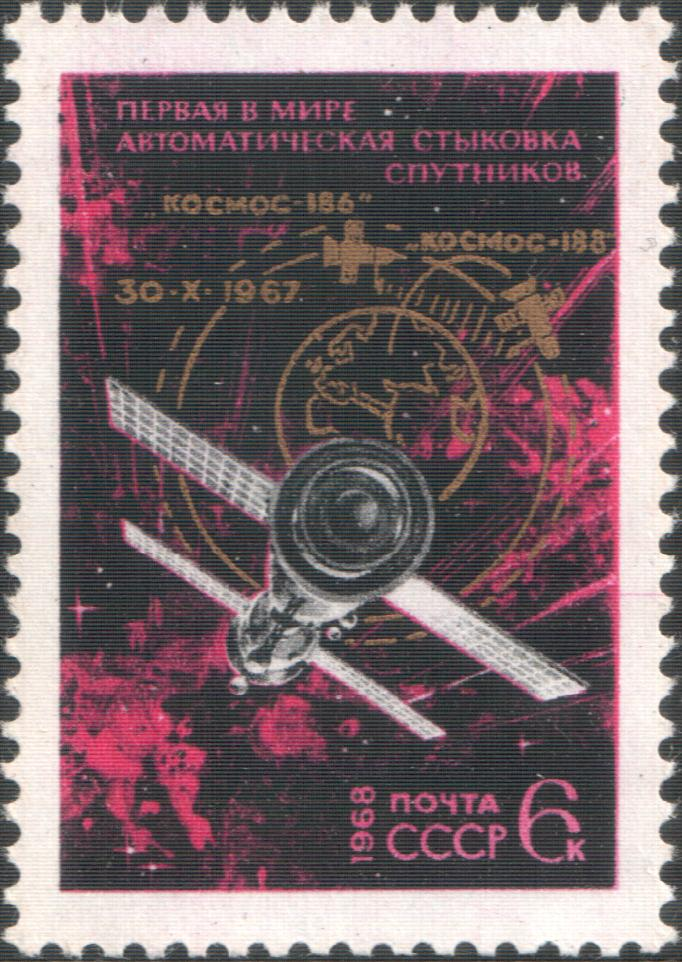
Почтовая марка СССР 1968 года, посвящённая первой в мире автоматической стыковке, осуществлённой спутниками «Космос-186» и «Космос-188»

- Космос-186, Космос-188 — доработанные после катастрофы «Союз-1» корабли «Союз», которые 30 октября 1967 года осуществили первую в мире стыковку в автоматическом режиме[1]
- Космос-212, Космос-213 — вторая автоматическая стыковка кораблей «Союз»
- Космос-238 — одиночные беспилотные испытания доработанного корабля «Союз»
- Космос-261 — исследование полярных сияний и верхних слоёв атмосферы, с участием научно-исследовательских учреждений Болгарии, Венгрии, ГДР, Польши, Румынии, СССР, Чехословакии[1]
- Космос-300 — неудачно запущенная АМС Луна-16A лунно-грунтозаборной серии Е-8-5 программы «Луна»
- Космос-305 — неудачно запущенная АМС Луна-16B лунно-грунтозаборной серии Е-8-5 программы «Луна»
- Космос-359 — не вышедшая на траекторию полёта к планете АМС Венера-70A программы «Венера»
- Космос-367 и 31 последующих других — спутники морской космической системы разведки и целеуказания МКРЦ «Легенда» с ядерной энергетической установкой-реактором на борту серии УС-А «Бук»; Космос-954 24 января 1978 года упал на территорию Канады, вызвав радиоактивное заражение части Северо-Западных территорий площадью более 100 тысяч км²
- Космос-382 — беспилотные испытания прототипа лунно-орбитального корабля ЛОК лунно-посадочного пилотируемого комплекса Л3
- Космос-419 — не вышедшая на траекторию полёта к планете АМС Марс-71C программы «Марс»
- Космос-482 — не вышедшая на траекторию полёта к планете АМС Венера-72A программы «Венера»
- Космос-496, Космос-573, Космос-613, Космос-656 — одиночные беспилотные испытания транспортных к орбитальным станциям и других вариантов кораблей «Союз»
- Космос-557 — неудачно запущенная третья орбитальная станция серии ДОС («Салют»)
- Космос-605, Космос-690, Космос-782, Космос-936, Космос-1129, Космос-1514, Космос-1667, Космос-1887, Космос-2044, Космос-2229 — беспилотные корабли серии «Бион» для биологических исследований; корабль Космос-782 был первым с американским участием в программе полёта
- Космос-638, Космос-672 — одиночные беспилотные испытания варианта корабля «Союз» для программы советско-американской стыковки ЭПАС
- Космос-670, Космос-772, Космос-869 — беспилотные испытания военного корабля «Союз-ВИ» (7К-С)
- Космос-697 и около 30 последующих других — спутники фоторазведки со спускаемым аппаратом и двумя спускаемыми капсулами серии «Янтарь-2К»
- Космос-881/Космос-882, Космос-997/Космос-998, Космос-1100/Космос-1101 — беспилотные испытания совместно запускаемых пар спускаемых аппаратов корабля ТКС
- Космос-929, Космос-1267, Космос-1443, Космос-1686 — корабли ТКС, запускавшиеся в т.ч. как модули к станциям «Салют»
- Космос-1001, Космос-1074 — беспилотные испытания транспортного корабля «Союз-Т» (7К-СТ)
- Космос-1374, Космос-1445, Космос-1517, Космос-1614 — испытания уменьшенных прототипов БОР-4 орбитального самолёта-космоплана многоразовой системы «Спираль»
- Космос-1669 — автоматический грузовой корабль серии «Прогресс» к станции «Салют» со сначала потерянным, но затем восстановленным управлением
- Космос-1818, Космос-1867 — радиолокационные станции «Плазма-А» с ядерной энергетической установкой-реактором «Топаз-1» на борту
- Космос-1870 — военная пилотируемая станция Алмаз, переработанная в беспилотную автоматическую
- Космос-2251 — столкнулся в космосе с американским спутником 10 февраля 2009 года, уже после вывода из эксплуатации. Это стало первым в мире столкновением спутников
- Космос-2387 — ровно через 40 лет — 25 февраля 2002 года был запущен очередной спутник этой серии
- Космос-2441 — первый разведывательный спутник новой серии «Персона»